# (761) Бренделия
(761) Бренделия (лат. Brendelia) — астероид главного пояса, который принадлежит спектральному классу S и входит в состав семейства Корониды. Он был открыт 8 сентября 1913 года немецким астрономом Францем Кайзером в Гейдельбергской обсерватории и назван в честь немецкого астронома Мартина Бренделя.

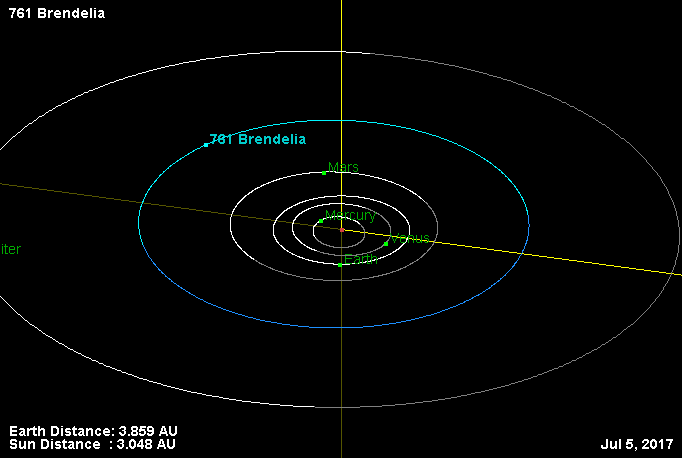
Орбита астероида Бренделия и его положение в Солнечной системе